# Too Late for Love (John Lundvik-låt)
För andra betydelser, se Too Late for Love.
Too Late for Love är en poplåt och musiksingel som framförs av svenska sångaren John Lundvik. Låten är skriven av John Lundvik, Anderz Wrethov och Andreas Stone Johansson. Låten handlar om att det aldrig är för sent för kärleken.
Låten vann Melodifestivalen 2019 och blev Sveriges bidrag i Eurovision Song Contest 2019.

## Melodifestivalen
Lundvik framförde låten som ett tävlande bidrag i Melodifestivalen 2019. Bidraget tävlade i den fjärde deltävlingen som sändes från Sparbanken Lidköping Arena i Lidköping den 23 februari 2019. Där fick låten flest poäng och tog sig till final. Finalen sändes från Friends Arena i Solna den 9 mars 2019. I finalens omröstning fick bidraget högsta poäng (12 poäng) från samtliga jurygrupper samt därtill 14 % av tittarrösterna och vann tävlingen med 181 poäng, framför andraplacerade "On My Own", framförd av Bishara, på 107 poäng. 
Detta var Lundviks andra Melodifestivalbidrag som tävlande artist, efter "My Turn", som kom på tredje plats i Melodifestivalen 2018.
I Eurovision Song Contest, som sändes från Tel Aviv i Israel, tävlade bidraget som Sveriges representant i den andra semifinalen den 16 maj. Där fick Sverige tredje högsta poäng i de sammanslagna röstsiffrorna mellan jurygrupper och tittarröster. I finalen, som sändes lördag 18 maj, presenterades först jurygruppernas röster och efter den omröstningen låg Sverige i topp. När sedan tittarrösterna presenterades fick det svenska bidraget nionde högsta poängen, vilket räckte till en sjätteplats. Efter finalen rapporterades att Vitrysslands jurygrupp redovisat sina siffror fel, vilket ledde till att Sveriges slutplacering ändrades till femte plats. Om siffrorna hade presenterats korrekt i sändningen, hade Sverige legat på andra plats efter juryrösterna.
Kvartetten The Mamas körade bakom John Lundvik under alla hans framträdanden i Melodifestivalen och Eurovision Song Contest.

## Övriga framträdanden
John Lundvik har framfört "Too Late for Love" live i TV-programmen Allsång på Skansen, Nyhetsmorgon, Lotta på Liseberg, Bingolotto och Världens barn-galan samt under Diggilooturnén 2019. 

## Listplaceringar
Låten placerade sig på tredjeplats på Sverigetopplistan under sin första vecka.
| Lista             | Placering |
| ----------------- | --------- |
| Sverigetopplistan | 1         |
| Digilistan        | 3         |
| Svensktoppen      | 1         |

## Tävlingsplaceringar
| Lista                        | Placering |
| ---------------------------- | --------- |
| Melodifestivalen 2019        | 1         |
| Eurovision Song Contest 2019 | 5         |